# Hydnellum peckii
Il dente bilioso (Hydnellum peckii, Banker (1912)) è un fungo non commestibile (ma non velenoso) appartenente alla famiglia delle Bankeraceae (ordine Thelephorales); è una specie dalla forma bizzarra ed inconfondibile soprattutto per via delle goccioline rosse simili a sangue sopra il carpoforo.

## Descrizione

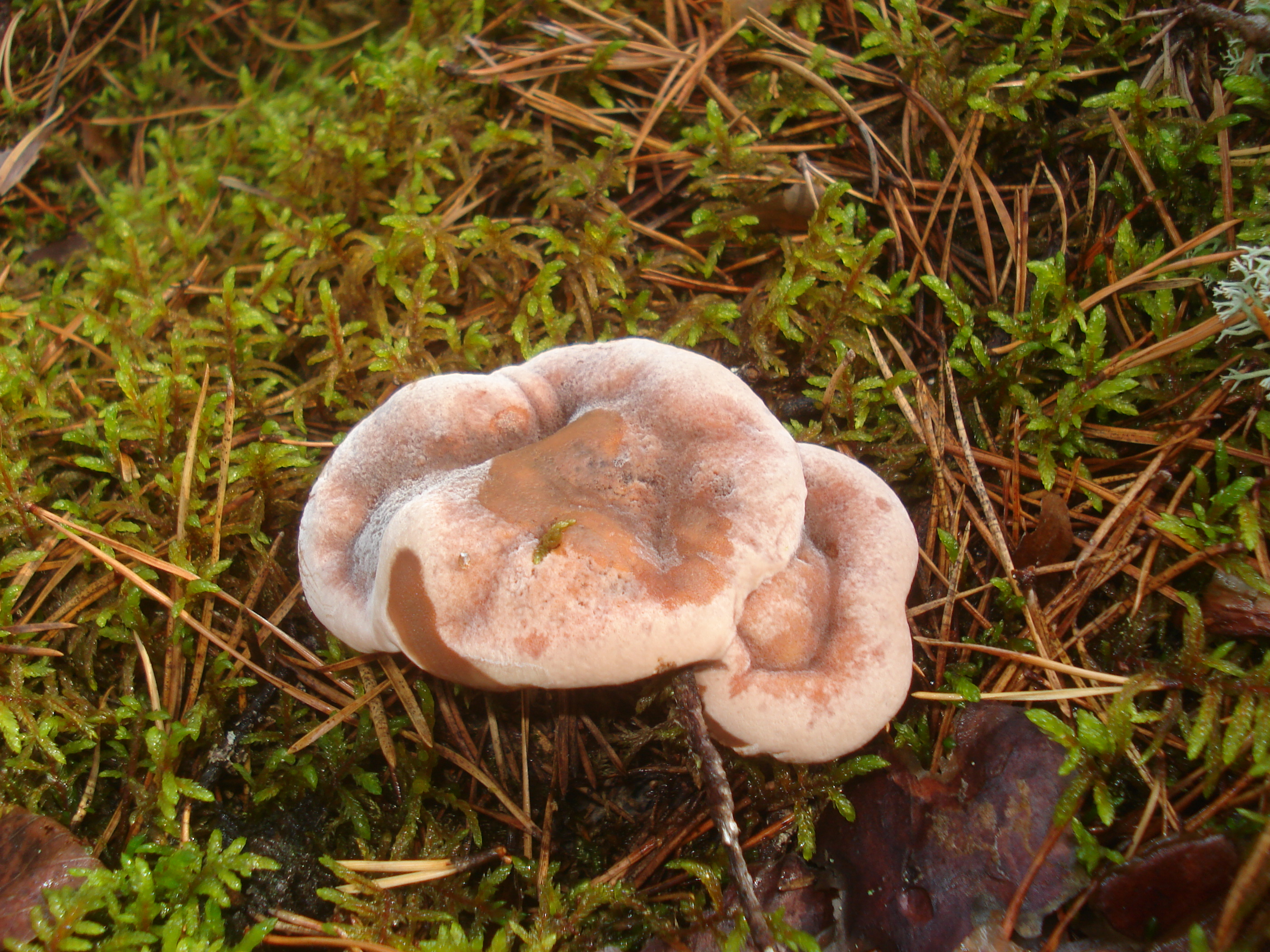
Esemplare senza le gocce rosse

### Cappello
All'inizio bianco e morbido e ricoperto di goccioline rosse che ricordano il sangue; col passare del tempo tende al bruno e al legnoso, privandosi delle goccioline.

### Aculei
Dapprima biancastri, fragili, poi bruni e induriti.

### Gambo
Coriaceo, ingrossato alla base; da bianco a bruno.

### Carne
Coriacea, zonata, di colore rosso scuro.
- Lattice: di colore e densità simile al sangue.
- Odore: gradevole.
- Sapore: amaro, sgradevole.

## Habitat
Estate-autunno, boschi di conifere.

## Commestibilità
Non commestibile, coriaceo ed indigesto.

Il liquido rosso del fungo è di sapore amaro, molto cattivo.